# Comtat de Dubrovnik-Neretva
Dubrovnik-Neretva és un comtat (županija) de Croàcia amb capital a la ciutat de Dubrovnik. Població: 125.090 habitants. Superfície: 1782 km². Formen part del comtat les illes de Korcula, Lastovo, Mljet (la part nord de la qual és un parc nacional), Sipan, Lopud i Kolocep (a més d'altres menors). La regió dels llacs Bacina, al nord de Ploče, és un parc natural. Al sud del país la península de Prevlaka és un territori en litigi.

## Símbols
L'escut inclou al primer i quart quartals els colors de l'escut de Dubrovnik (franges de gules en plata) que existeixen des d'almenys el segle XIV; les quatre barres blanques representen avui el riu Neretva i els altres tres rius del comtat. La vall del Neretva és representada pel tradicional vaixell Trupica usat al delta del riu (segon quartal). Al tercer quartal els colors de Korcula, blau amb la torre de plata. Fou adoptat el 29 de febrer de 1996 i aprovat pel Ministeri d'administració el 19 d'abril de 1996.
La bandera de la županija té els colors de l'escut de Dubrovnik i té l'escut al mig d'un cinquè de la llargada, amb vora daurada, i fou adoptada el 5 de març de 1996 i aprovada pel Ministeri d'administració el 19 d'abril de 1996. La proporció és 1:2
El govern de la županija correspon a un župan (avui equivalent a prefecte), auxiliat per dos vicežupan. Hi ha una assemblea representativa de 41 membres.

## Ciutats i municipalitats
- Ciutat de Dubrovnik
- Ciutat de Korcula
- Ciutat de Metkovic
- Ciutat de Opuzen
- Ciutat de Ploče
- Municipalitat de Blato
- Municipalitat de Dubrovacko Primorje
- Municipalitat de Janjina
- Municipalitat de Konavle
- Municipalitat de Kula Norinska
- Municipalitat de Lastovo
- Municipalitat de Lumbarda
- Municipalitat de Mljet
- Municipalitat de Orebic
- Municipalitat de Pojezerje
- Municipalitat de Slivno
- Municipalitat de Smokvica
- Municipalitat de Ston
- Municipalitat de Trpanj
- Municipalitat de Vela Luka
- Municipalitat de Zazablje
- Municipalitat de Zupa Dubrovacka